# Matt Bianco
Matt Bianco is een Britse popgroep opgericht in 1982 door bassist Kito Poncioni, toetsenist Danny White en zanger Mark Reilly. De groep werd bekend in de jaren tachtig met singles als "Whose Side Are You On?" en "More Than I Can Bear". Mark Reilly is de enige constante factor in alle bezettingswisselingen.

## Geschiedenis

### Oorspronkelijke bezetting
Matt Bianco kwam voort uit de popgroep Blue Rondo A La Turk. De naam van de band doet vermoeden dat het een individuele artiestennaam betreft, maar de leden hebben uit voorliefde voor hun favoriete tv-series en films gekozen voor een zelfbedachte spionfiguur of geheim agent, die zelfs in sommige liedjes opduikt. 
Nummers als "Get Out of Your Lazy Bed" en "Half a Minute" hebben een snel jazzy tintje. Vanzelfsprekend kreeg "Get Out of Your Lazy Bed" in de ochtenduren van 1984 veel airplay.
Al op hun eerste album Whose Side Are You On? is de stem te horen van de Poolse zangeres Basia. In 1985 tekende ze bij Sony en nam ze een aantal soloalbums op met medewerking van Danny White.

### De twee Marks
Zanger Mark Reilly was toen zonder muzikale partner en vond de toetsenist Mark Fisher. Ze namen een tweede album Matt Bianco op en gingen vervolgens op tournee door Europa, waar ze voor meer dan 250.000 toeschouwers optraden.
Met medewerking van de ingehuurde Emilio Estefan (man van Gloria Estefan) produceerden ze in 1988 het album Indigo met onder andere de singles "Don't Blame It on That Girl" en "Good Times".
Na het minder bekende album Samba in Your Casa uit 1991 besloten Reilly en Fisher in hun eigen studio de albums te produceren. Zo konden ze hun werk zelfstandig en vrij verhandelen met de platenmaatschappijen.
Vervolgens werden in Azië Matt Bianco-fanclubs opgericht en werd hun muziek ook aldaar op de markt gebracht met albums als Another Time Another Place, Gran Via, World-Go-Round, A/Collection, Rico en Echoes.
Na twintig jaren van opnames en tournees koos Mark Fisher een eigen levensstijl en de twee Marks gingen als vrienden ieder huns weegs.

### Reünie
In 2003 kwamen na bijna twintig jaar vanaf het begin Basia en Danny White weer terug bij Mark Reilly en gingen weer samenwerken aan het album Matt's Mood. Het jaar erop maakten ze een wereldtournee waarin ze onder meer Groot-Brittannië, Japan en de Verenigde Staten aandeden.
Daarna gingen Mark Reilly en Mark Fisher weer verder zonder Basia. Ze bleven wereldwijd optreden op eigen concerten en jazzfestivals. In 2009 en 2012 verschenen de studioalbums Hifi Bossanova en Hideaway. Tussendoor was er in 2010 de hitverzamelaar Sunshine Days.

### Samenwerking met New Cool Collective
In november 2015 bracht Mark Reilly samen met New Cool Collective de ep The Things You Love uit. Er volgde een gezamenlijke tournee die in eerste instantie tot februari 2016 duurde. 
Op 12 december 2016 kwam Mark Fisher te overlijden; Mark Reilly besloot solo verder te gaan onder de naam Matt Bianco en bracht in 2017 het album Gravity uit.
Daarna bundelden Mark Reilly en New Cool Collective de krachten weer voor het album High Anxiety, dat in 2020 verscheen.

## Discografie

### Albums
- 1984: Who's Side Are You On?
- 1986: Matt Bianco
- 1988: Indigo
- 1991: Samba in Your Casa
- 1994: Another Time Another Place
- 1995: Gran Via
- 1997: World Go Round
- 2000: Rico
- 2002: Echoes
- 2004: Matt's Mood
- 2005: The Best of Matt Bianco (verzamelalbum)
- 2009: Hifi Bossanova
- 2012: Hideaway
- 2017: Gravity
- 2020: High Anxiety (met New Cool Collective)

### Singles
| Single met eventuele hitnotering(en) in de Nederlandse Top 40 | Datum van verschijnen | Datum van binnenkomst | Hoogste positie | Aantal weken | Opmerkingen                 |
| ------------------------------------------------------------- | --------------------- | --------------------- | --------------- | ------------ | --------------------------- |
| Get out of your lazy bed                                      | 1984                  | 17-03-1984            | 28              | 4            | Nr. 25 in de Single Top 100 |
| Whose side are you on?                                        | 1984                  | 15-09-1984            | 23              | 4            | Nr. 22 in de Single Top 100 |
| More than I can bear (remix)                                  | 1985                  | 31-08-1985            | 22              | 7            | Nr. 18 in de Single Top 100 |
| Yeh yeh                                                       | 1985                  | 19-10-1985            | 36              | 4            | Nr. 27 in de Single Top 100 |
| Just can't stand it                                           | 1986                  | 22-03-1986            | 30              | 4            | Nr. 40 in de Single Top 100 |
| Dancing in the streets                                        | 1986                  | 07-06-1986            | tip12           | -            |                             |
| Don't blame it on that girl                                   | 1988                  | 23-07-1988            | 27              | 4            | Nr. 26 in de Single Top 100 |
| Good times                                                    | 1988                  | 15-10-1988            | tip6            | -            | Nr. 47 in de Single Top 100 |

### NPO Radio 2 Top 2000
| Nummers met noteringen in de NPO Radio 2 Top 2000 | '99  | '00 | '01  | '02  |
| ------------------------------------------------- | ---- | --- | ---- | ---- |
| More Than I Can Bear                              | 1308 | -   | 1561 | 1978 |
| Whose Side Are You On?                            | 1987 | -   | -    | -    |

1. ↑  Een '-' betekent dat het nummer niet was genoteerd en een vetgedrukt getal geeft de hoogste notering van een nummer aan.
2. ↑  Deze tabel is bijgewerkt tot en met de laatste editie (2024).